# Hasse Börjes
Hasse Börjes (* 25. ledna 1948 Rättvik) je bývalý švédský rychlobruslař.
Jeho mezinárodním debutem byl start na Zimních olympijských hrách 1968, kde se v závodě na 500 m umístil na 15. místě. V roce 1970 se zúčastnil premiérového ročníku Mistrovství světa ve sprintu, na kterém skončil devátý. Na zimní olympiádě 1972 získal na trati 500 m stříbrnou medaili, o několik týdnů později byl čtvrtý na světovém sprinterském šampionátu. Připojil se k nově vzniklé profesionální rychlobruslařské lize International Speed Skating League (ISSL), jejíž světové mistrovství ve sprintu v roce 1973 vyhrál. ISSL však existovala pouze krátce do roku 1974, Börjes poté již na mezinárodní scéně nezávodil. Poslední start absolvoval v roce 1976 na švédském šampionátu.